# Hannover Messe
La Hannover Messe (letteralmente, fiera di Hannover) è considerata la più importante fiera europea nell'ambito dell'industria e dell'automazione. Si svolge in primavera nella città tedesca di Hannover, nell'omonimo spazio fieristico della città. 
I temi che costituiscono il nucleo della fiera sono:
- Automazione industriale e Tecniche informatiche
- Tecnologie dell'energia e dell'ambiente
- Forniture per l'industria
- Tecnologie di produzione e prestazioni di servizi
- Ricerca e sviluppo

## Nazioni partner
La fiera ha ogni anno una diversa nazione-partner:
- 2010 Italia
- 2011 Francia
- 2012 Repubblica Popolare Cinese
- 2013 Russia
- 2014 Paesi Bassi
- 2015 India
- 2016 Stati Uniti d'America
- 2017 Polonia
- 2018 Messico
- 2019 Svezia
- 2020 Edizione digitale rimandata a causa del COVID-19
- 2021 Indonesia (Edizione digitale a causa del COVID-19)
- 2022 Portogallo
- 2023 Indonesia

## Storia

### Gli inizi dal 1947

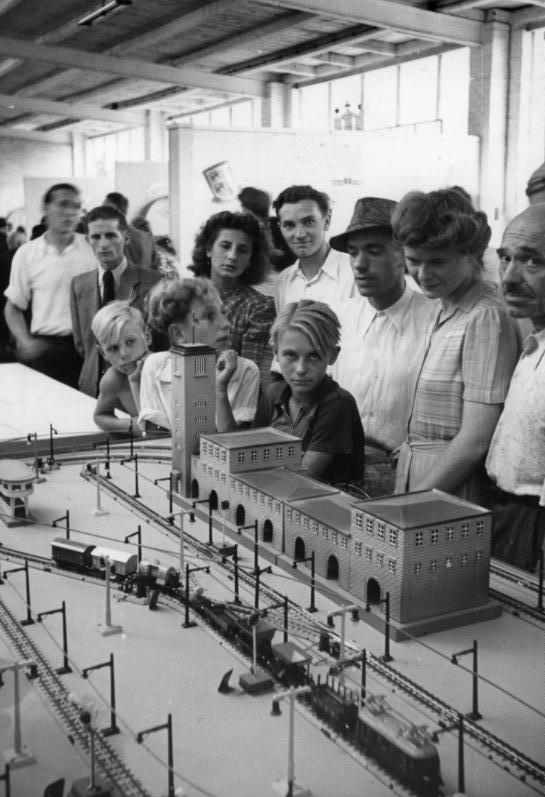
Exportmesse 1947, Märklin-Stand

Su iniziativa del ministro dell'economia della Bassa Sassonia, Alfred Kubel, e del direttore della città di Hannover Gustav Bratke, fu fondata nel 1947 la Deutsche Fiera AG, che organizzò la prima Fiera dell'export di Hannover, in concorrenza con la Fiera di Lipsia. In questo modo furono poste le basi dell'affermazione internazionale del polo fieristico di Hannover e del successo della Fiera di Hannover.
Dal 1950 ci fu presso la Fiera di Hannover uno spazio per l'industria dell'ufficio, che dal 1970 ebbe un proprio padiglione, il Padiglione 1 CeBIT (Centrum für Büro- und Informationstechnik) realizzato dall'architetto Ernst Friedrich Brockmann tra il 1969 e il 1970.. Questo segmento della mostra crebbe talmente nei successivi anni, che dal 1986 divenne una fiera annuale autonoma, della durata di un mese, aperta prima della Fiera di Hannover. A causa del grande afflusso di interesse di privati, che non erano previsti come visitatori nei piani iniziali della fiera, per questi fu organizzata appositamente negli anni 1996 e 1998 una versione "CeBIT Home".

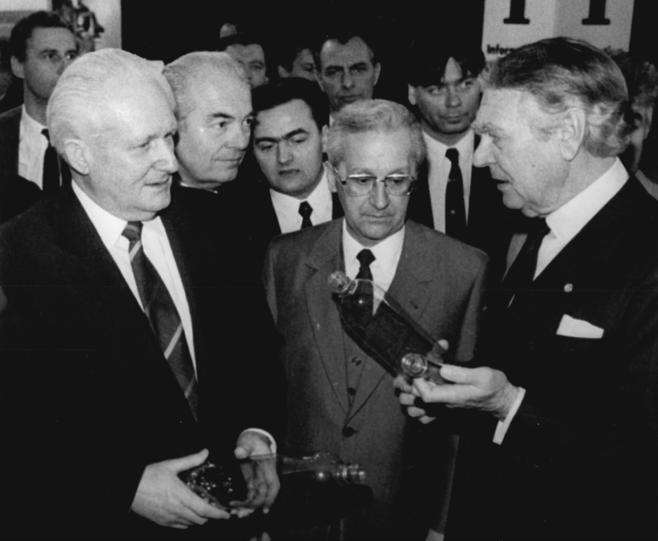
1987: Giudizi sulle prime bottiglie in Polietilene tereftalato, fra gli altri di Günter Mittag (DDR) e Berthold Beitz (Krupp)

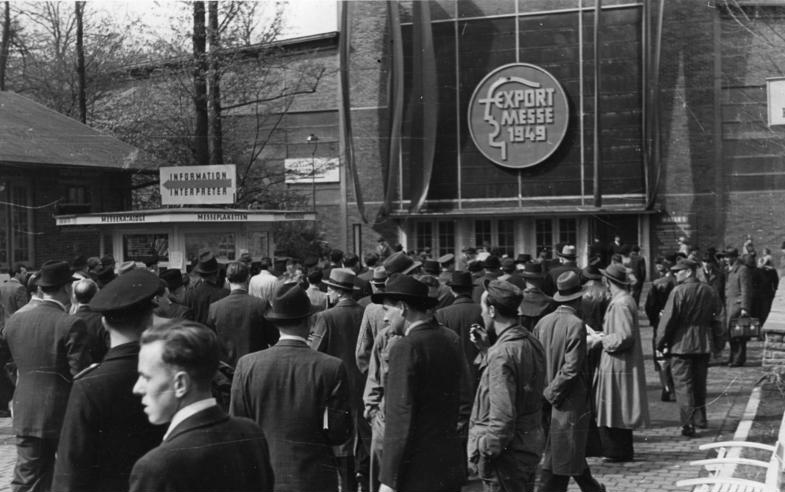
Fiera delle esportazioni del 1949

L'emblema della Fiera di Hannover, una testa stilizzata di Ermes, è rimasto pressoché invariato dal 1947. Esso adorna anche il premio Hermes (Hermes Award), assegnato dal 2004 all'innovazione.

### Fiera di Hannover 2009
Nel 2009 vi furono le seguenti quattordici componenti della Fiera di Hannover:
1. Interkama: Fiera per Processi di automazione
2. Factory Automation: Fiera per l'automazione della produzione
3. Industrial Building Automation: Fiera per l'automazione edilizia e della Produzione
4. Digital Factory: Fiera dei processi integrati e delle soluzioni di tecnologia informatica
5. Subcontracting: Fiera delle forniture di materiali per officine, componenti e sistemi per veicoli, macchine e impiantistica
6. Energy: Fiera della produzione, approvvigionamento, trasmissione e distribuzione delle energie nuove e convenzionali
7. Power Plant Technology: Fiera della progettazione, costruzione, funzionamento e manutenzione delle centrali elettriche
8. Pipeline Technology: Fiera delle tecnologie e dei sistemi per l'industria degli oleodotti e gasdotti
9. Microtechnology: Fiera delle applicazioni di tecnologie dei microsistemi e delle nanotecnologie
10. Research & Technology: Fiera della ricerca e sviluppo
11. Motion, Drive & Automation (MDA): Fiera della tecnica della propulsione e dei fluidi
12. Surface Technology mit Powder Coating Europe: Fiera delle tecniche delle coperture edilizie
13. ComVac: Fiera delle tecniche della pneumatica e del vuoto
14. Wind: Fiera dell'energia eolica.

### Fiera di Hannover 2011
Dal 4 all'8 aprile 2011 6.333 imprenditori di 67 paesi esposero i loro prodotti e relativi impieghi su più di 200.000 m² espositivi netti. Nei cinque giorni di fiera si presentarono 243.670 visitatori (di cui 50.247 stranieri).
Nel 2011 furono tredici le tematiche della fiera:
1. Industrial Automation: Fiera dei processi di automazione, di automazione della produzione e dei sistemi per la soluzione di problemi della produzione e dell'edilizia
2. Motion, Drive & Automation: Fiera della tecnica della propulsione e dei fluidi
3. Energy: Fiera della produzione, approvvigionamento, trasmissione e distribuzione delle energie nuove e convenzionali
4. Power Plant Technology: Fiera della progettazione, costruzione, funzionamento e manutenzione delle centrali elettriche
5. Wind: Fiera degli impianti, componenti e servizi per l'energia eolica
6. MobiliTec: Fiera delle tecnologie di propulsione, dell'immagazzinamento dell'energia e delle tecnologie di mobilità alternativa
7. Digital Factory: Fiera dei processi integrati e delle soluzioni di tecnologia informatica
8. ComVac: Fiera delle tecniche della pneumatica e del vuoto
9. Industrial Supply: Fiera delle forniture industriali e delle costruzioni leggere
10. CoilTechnica: Fiera della produzione di avvolgimenti, elettromotori, generatori elettrici e trasformatori
11. SurfaceTechnology: Fiera delle tecniche delle coperture edilizie
12. MicroNanoTec: Fiera delle micro e nanotecnologie come del Laser nella lavorazione di micromateriali
13. Research & Technology: Fiera della ricerca, sviluppo e trasferimento di tecnologie

I temi centrali della Fiera di Hannover del 2011 furono l'automazione industriale, le tecnologie energetiche, le tecniche dei fluidi e della propulsione, le forniture industriali e le prestazioni di servizi come tecnologie del futuro. La Francia fu la nazione-partner della Fiera del 2011.
Al tema generale della Fiera di Hannover appartengono allestimenti speciali come soluzioni metropolitane, TectoYou, mercato e commercio globali, efficienza energetica nei processi industriali, mercato del lavoro e delle carriere, robot mobili e sistemi automatici come soluzioni nel campo delle costruzioni leggere. Inoltre completano il quadro delle manifestazioni fieristiche il congresso specialistico WoMenPower e l'Hermes Award (Premio Hermes).

### Fiera di Hannover 2012
Nel 2012 la Fiera di Hannover si svolse dal 23 al 27 aprile, includendo otto fiere specifiche:
1. Industrial Automation
2. Energy
3. MobiliTec
4. Digital Factory
5. Industrial Supply
6. CoilTechnica
7. IndustrialGreenTec
8. Research & Technology

Nel quadro della Fiera di Hannover ebbe luogo il 24 aprile il giorno dei Rapporti economici con l'estero della Bassa Sassonia, con tema centrale l'ASEAN. Punto culminante della manifestazione è stato il conferimento del 3º premio della Bassa Sassonia per i Rapporti economici con l'estero da parte del ministro dell'economia Jörg Bode. Ente organizzatore fu NGlobal, compagnia della Bassa Sassonia per la ricerca sui rapporti economici con l'estero.

### Fiera di Hannover 2013
Nel 2013 la Fiera di Hannover ebbe luogo dall'8 al 12 aprile. Nazione ospite fu la Russia. Al momento dell'apertura della fiera da parte di Vladimir Putin e Angela Merkel si ebbero proteste contro il "blocco della democrazia in Russia".
Nel 2013 furono otto le fiere specializzate unite nel medesimo luogo:
1. Industrial Automation
2. Motion, Drive & Automation
3. Energy
4. Wind
5. MobiliTec
6. Digital Factory
7. ComVac
8. Industrial Supply
9. SurfaceTechnology
10. IndustrialGreenTec
11. Research & Technology

### Fiera di Hannover 2014

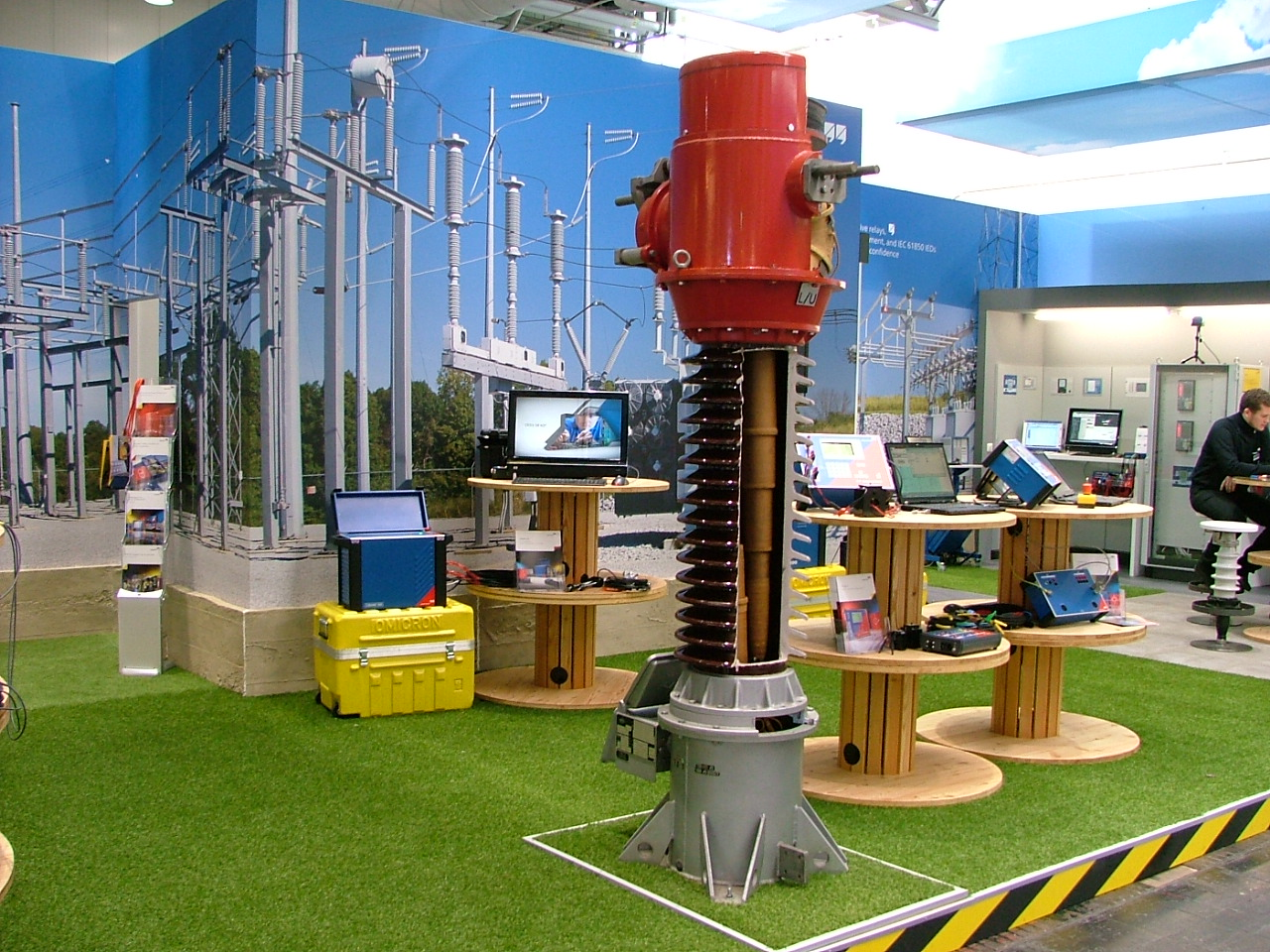
Omicron-Messestand alla Fiera di Hannover del 2014

Nel 2014, la Fiera di Hannover si svolse dal 7 all'11 aprile. Nazione ospite furono i Paesi Bassi. Il presidente olandese Mark Rutte inaugurò la fiera insieme alla Cancelliera Angela Merkel.
Le seguenti sette fiere specialistiche fecero parte della Fiera di Hannover:
1. Industrial Automation
2. Digital Factory
3. Energy
4. IndustrialGreenTec
5. Industrial Supply
6. Research & Technology
7. MobiliTec

In totale 4790 espositori su una superficie netta espositiva di 178.129 mq. Nei cinque giorni di fiera si presentarono 174.139 visitatori di cui 40.749 dall'estero.

### Fiera di Hannover 2015
Nel 2015 la Fiera di Hannover ebbe luogo dal 13 al 17 aprile. Il tema specialistico fu Integrated Industry - Join the Network. La nazione-partner fu l'India.

### Fiera di Hannover 2016
La Fiera ebbe luogo dal 25 al 29 aprile con il tema specifico Integrated Industry – Discover Solutions (Industria integrata – Scoprire le soluzioni) e il baricentro Collegamento in rete e digitalizzazione dell'industria. Essa fu inaugurata il 24 aprile dal Presidente degli Stati Uniti d'America Barack Obama e dalla cancelliera tedesca Angela Merkel.

### Fiera di Hannover 2017
La Fiera ebbe luogo dal 24 al 28 aprile con il tema specifico Integrated Industry – Creating Value (Industria integrata – Creare valore). Essa fu inaugurata dalla cancelliera Angela Merkel e dalla presidentessa polacca Beata Szydło. La nazione-partner fu la Polonia. La nazione-partner si presentò con 200 imprenditori in totale e il tema principale Ricerca e Startup.
La Fiera del 2017 comprendeva sette fiere particolari:
1. Industrial Automation
2. MDA – Motion
3. Drive & Automation
4. Digital Factory
5. Energy
6. ComVac
7. Industrial Supply
8. Research & Technology

Il premio dell'anno ROBOTICS AWARD per soluzioni applicate di robotizzazione andò alla fleXstructures GmbH di Kaiserslautern. Il premio fu consegnato da Daniela Behrens segretaria di stato nel Ministero per l'economia, il lavoro e il traffico della Bassa Sassonia, in rappresentanza del patrocinatore ministro Olaf Lies.

### Fiera di Hannover 2018 (con CeMAT e IAMD)
Dal 2018 in avanti la fiera specialistica annuale Industrial Automation (IA) si fonderà con la biennale Motion, Drive & Automation (MDA), assumendo il nome di Integrated Automation, Motion & Drives (IAMD), nell'ambito della Fiera di Hannover. Dallo stesso anno la biennale CeMAT verrà organizzata parallelamente alla Fiera di Hannover.
Questa avrà luogo, nel 2018, dal 23 al 27 aprile e avrà come nazione-partner il Messico.